# 陳婷婷 (1967年)
陳婷婷（ ，1967年10月3日—）是一位美國華裔花式滑冰教練與退役運動員。她是1985、1986年世界錦標賽季軍，1983、1986年大獎賽美國站冠軍及1985年美國錦標賽冠軍。
陳婷婷是最早崛起的美國亞裔花式滑冰選手，奧運冠軍克麗斯蒂·山口幼年時即以她為偶像。臺灣報界聞人王惕吾曾以聯合報文化基金會的名義贊助陳婷婷出賽。

## 私生活
陳婷婷1967年10月3日生於美國加州奧克蘭，在聖地牙哥長大。其父陳瑞明祖籍廣東，為在美出生的第二代華裔人士；其母張曼童年時代移居臺灣，國立臺灣大學外文系畢業後赴美。陳婷婷退役後在加利福尼亞大學洛杉磯分校取得英語學士學位，並於2004年生下一子。

## 來源
1. ↑  KEH, ANDREW. . 紐約時報中文網. February 10, 2022  [2024-03-06]. （原始内容存档于2024-03-03）.
2. ↑  馮鳴台. . 民生報. 1984-03-03.
3. ↑  . Sports Reference. （原始内容存档于June 10, 2017）.
4. ↑  劉延青. . 民生報. 1984-06-23.
5. ↑  張光斗. . 民生報. 1985-03-09.
6. ↑  張曼. . 聯合報. 1984-06-19.
7. ↑  Elfman, Lois. . Ice Network. January 19, 2012  [2024-03-04]. （原始内容存档于2017-10-17）.